# Fanfik (powieść)
Fanfik – debiutancka polskojęzyczna powieść Natalii Osińskiej wydana w 2016 roku przez Wydawnictwo Krytyki Politycznej. Opowiada o nastolatkach LGBT, porusza m.in. tematy homoseksualności, homofobii i jako pierwsza w polskiej literaturze młodzieżowej podejmuje temat transpłciowości. Fanfik jest porównywany z powieściami Małgorzaty Musierowicz z cyklu Jeżycjada.

## Fabuła
Książka opisuje historię głównej bohaterki Tosi, szesnastoletniej uczennicy poznańskiego liceum, która boryka się z problemami rodzinnymi oraz mierzy z samoakceptacją i swoją płciowością. W szkole Tosia poznaje nowego ucznia Leona, który niedawno przeprowadził się do Poznania i będzie powtarzał drugą klasę. Dwójka bohaterów zaprzyjaźnia się, a ich dalsze losy są jednym z głównych wątków książki.

## Tytuł
Tytuł powieści stanowi nawiązanie do krótkich form literackich drabble (fanfików) pisanych przez Tośka, a jego znaczenie metaforyczne było analizowane w literaturze naukowej.

## Wyróżnienia
Książka została w 2016 wpisana na Listę Skarbów Muzeum Książki Dziecięcej, zdobywając wyróżnienie w IX Konkursie Literatury Dziecięcej im. Haliny Skrobiszewskiej organizowanym przez Muzeum Książki Dziecięcej. Fanfik był też jedną z książek nominowanych w 2016 roku w konkursie Książka Roku Lubimyczytać.pl.

## Ekranizacja
W 2023 r. miała miejsce premiera filmu Fanfik, będącego ekranizacją powieści, stworzonego przez Netflix.